# Chilodes maritima
Chilodes maritima é uma espécie de insetos lepidópteros, mais especificamente de traças, pertencente à família Noctuidae.
A autoridade científica da espécie é Tauscher, tendo sido descrita no ano de 1806.
Trata-se de uma espécie presente no território português.